# シュガーのFREE&FREE魔法の時間
シュガーのFREE&FREE魔法の時間（シュガーのフリーアンドフリーまほうのじかん）は、1983年4月4日から1985年3月29日まで、文化放送の月曜 - 金曜 24:00 - 24:10の時間帯で放送されていたラジオ番組（帯番組）。

## 概要
文化放送におけるシュガーの番組は、当番組が始まる直前までは『吉田照美のてるてるワイド』の内包番組として放送されていた『シュガーのバイキン少女とSISTER BOY』だったが、1983年4月改編を以ってこれに代わり、24:00（午前0:00）の枠に移って当番組がスタートした。ライオンの一社提供番組で、ライオンのヘアメイクシリーズ製品の名前にちなみ、「FREE&FREE」がタイトルに付いた。
スタートした当初はトーク、生歌披露などが番組の中心だったが、1984年4月から番組内容をモデルチェンジし、毎週ゲストを招き、シュガーの3人と一緒にスタジオでコーラスのセッションを行うという企画が当番組の中心となっていった。歌う曲はその週のゲストの曲だけでなく、当時のヒットナンバー、スタンダードナンバー、ロックンロールの曲から童謡まで多岐にわたった。
1984年12月24日には、東京・下北沢本多劇場にてスターダストレビューをゲストに迎えて公開録音を行った。
当番組がスタートした当時、この後の平日24:10 - 24:15の枠には『美保純の気楽にいこうよ』、24:15 - 24:30の枠には『中森明菜 ひとつめのサヨナラ』と、『てるてるワイド』と24:30にスタートする『ミスDJリクエストパレード』の間の時間帯には女性パーソナリティのみの帯番組が並んでいた。
なお、ライオン提供による『今夜もフリー&フリー』枠としての後番組は『ぱぱらナイト』である。

## ゲスト
- 竹内まりや
- 山本達彦
- 稲垣潤一
- 佐藤隆
- 村田和人
- 杉山清貴
- スターダストレビュー
- 葛城ユキ[4]
  - 他多数

（）